# حفل توزيع جوائز الأوسكار الحادي والسبعون
مهرجان توزيع جوائز الأوسكار الواحد والسبعين هو الحفل الواحد والسبعين في تاريخ جوائز الأوسكار. عقد في 21 مارس 1999. في جناح دوروثي تشاندلر في لوس أنجلوس في كاليفورنيا الولايات المتحدة الأمريكية.قدم الحفل ووبي غولدبرغ.

## روابط خارجية
- حفل توزيع جوائز الأوسكار الحادي والسبعون على موقع IMDb (الإنجليزية)
- حفل توزيع جوائز الأوسكار الحادي والسبعون على موقع ميوزك برينز (الإنجليزية)